# CODLOD
CODLOD (англ. Combined Diesel Electric or Diesel,  Комбіновані електрика або дизель) - тип комбінованої морської енергетичної установки для кораблів, яка складається з електричного та дизельного двигунів.
У цій системі дизельний генератор виробляє електричну енергію, яка живить електродвигун. Електродвигун використовується для руху на крейсерській швидкості. Для прискорення та руху на максимальній швидкості використовується потужний дизельний двигун.
Одночасна робота двох систем на гребний вал неможлива.